# Festa Mobile
Festa Mobile foi um grupo italiano de rock progressivo dos anos 1970.

## História
O grupo foi formado pelos irmãos Boccuzzi, originários de Monopoli (BA) e já componentes do Della Venis, autores de um único single Vanni/Sogno, lançado por uma pequena etiqueta de Modena intitulada RCM. O single saiu entre o fim dos anos 1960 e início dos 1970 com um som dominado pelo órgão, influenciado por Brian Auger e Procol Harum.
À procura de novas oportunidades musicais, os dois irmãos se transferiram para Roma e se juntaram ao novo grupo juntamente com o guitarrista Alessio Alba, também da Puglia, o cantor Renato Baldassarri e o baterista Maurizio Cobianchi.
Contratados pela RCA, tiveram a possibilidade de tomar junto a vários artistas da música popular italiana. Entre as várias experiências, a do musical Jacopone, com Gianni Morandi e Paolo Pitagora, cuja base rítmica foi aproveitada pelo grupo Festa Mobile.
Pela RCA foi lançado o único álbum Diario di viaggio della Festa Mobile, um disco conceitual de argumento fantástico, com grande espaço para os teclados e a voz um pouco sufocada da base musical. O álbum contém alguns bons momentos, ainda que não esteja entre os melhores do gênero progressivo sinfônico, mas é possível revisar algumas influências jazz-rock.
Os irmãos Boccuzzi formaram depois Il Baricentro com dois LPs publicados, em 1976 e 1978, pela EMI. Giovanni Boccuzzi teve uma intensa atividade de compositor, professor e escritor até os dias atuais. Já Alessio Alba é especializado em música indiana e hoje é um dos maiores nomes no uso de instrumentos étnicos como o sarod.

## Formação
- Renato Baldassarri (voz)
- Giovanni Boccuzzi (teclado)
- Alessio Alba (guitarra)
- Francesco Boccuzzi (baixo, teclado)
- Maurizio Cobianchi (bateria)

## Discografia

### LP
- 1973 - Diario di viaggio della Festa Mobile (RCA, DPSL 10605)

### CD
- 1989 - Diario di viaggio della Festa Mobile (RCA (ND 74120)